# Макс Заксенгаймер
Максиміліан Генріх «Макс» Заксенгаймер (нім. Maximilian Heinrich "Max" Sachsenheimer; нар. 5 грудня 1909, Мюльбах, Карлсруе — пом. 2 червня 1974, Мерцгаузен, Фрайбург) — німецький воєначальник часів Третього Рейху, генерал-майор (1944) Вермахту. Кавалер Лицарського хреста з Дубовим листям та мечами (1945).

## Біографія
15 квітня 1928 року поступив добровольцем в рейхсвер. Після навчання зарахований у 2-гу роту 14-го Баденського піхотного полку. В 1932 році направлений на офіцерські курси в Ульм і 1 липня 1934 року проведений в лейтенанти. З 1 жовтня 1938 року — командир 1-ї роти 75-го піхотного полку 5-ї піхотної дивізії, брав участь в занятті Рейнської демілітаризованої зони. Під час Польської кампанії полк перебував на франко-німецькому кордоні.
Учасник Французької кампанії. З січня 1941 року — офіцер штабу дивізії, займався питаннями транспортування. З 26 липня 1941 року — командир 2-го батальйону 75-го єгерського полку 5-ї єгерської дивізії. Учасник боїв під В'язьмою. 29 липня був важко поранений і після одужання в листопаді знову очолив свій батальйон. В кінці січня 1942 року повернувся на радянсько-німецький фронт в район старої Русси. Відзначився у боях під Дем'янськом. В жовтні 1942 року він був відправлений у шпиталь, де перебував до лютого 1943 року. З квітня 1943 року — 2-й офіцер Генштабу (квартирмейстер) штабу 5-ї єгерської дивізії. Учасник боїв під Оршею і Брест-Литовськом. З жовтня 1943 по лютий 1944 року навчався на курсах офіцерів Генштабу в Гіршбергу. З 10 вересня 1944 року — командир 17-ї піхотної дивізії. В січні 1945 року його дивізія прийняла на себе удар радянських військ на Одері і понесла важкі втрати. Відійшов з боями на Захід і здався союзникам. В 1947 році звільнений. В 1950-54 роках працював у фірмі, яка торгувала будматеріалами, а в 1955 році створив власну будівельну фірму.

## Нагороди
Військова кар'єра
- 17 квітня 1928 — солдат
- 1932 — унтер-офіцер
- 1 липня 1934 — лейтенант
- 1 жовтня 1937 — обер-лейтенант
- 1 січня 1941 — гауптман
- 1 грудня 1942 — майор
- 1943 — оберст-лейтенант
- 1 вересня 1944 — оберст
- 1 грудня 1944 — генерал-майор

- Медаль «За вислугу років у Вермахті» 4-го і 3-го (1940) класу (12 років)
- Медаль «У пам'ять 1 жовтня 1938»
- Залізний хрест
  - 2-го класу (25 травня 1940)
  - 1-го класу (15 червня 1940)
- Штурмовий піхотний знак в сріблі
- Нагрудний знак «За поранення» в чорному (1941)
- Лицарський хрест Залізного хреста з дубовим листям і мечами
  - лицарський хрест (5 квітня 1942)
  - дубове листя (№472; 14 травня 1944)
  - мечі (№132; 6 лютого 1945)
- Медаль «За зимову кампанію на Сході 1941/42»
- Німецький хрест в золоті (3 лютого 1943)
- Нагрудний знак ближнього бою в бронзі